# Go Jun
Go Jun, né Kim Joon-ho le 8 décembre 1978 à Séoul, est un acteur sud-coréen,.

## Filmographie

### Film
| Année | Titre                                  | Rôle                           |
| ----- | -------------------------------------- | ------------------------------ |
| 2001  | Wanee and Junah                        | Shin Yeong Ho                  |
| 2008  | Speedy Scandal                         | Directeur du cinéma commercial |
| 2009  | Private Eye                            | Docteur                        |
| 2011  | Sunny                                  | Détective privé                |
| 2011  | I'm Sorry, Thanks                      | Avocat                         |
| 2014  | Navigation                             | Chicol-gyoo                    |
| 2014  | Tazza: The Hidden Card                 | Yu-ryeong (Fantôme)            |
| 2016  | The Great Actor                        | Père de Mi-Ji                  |
| 2016  | The Age of Shadows                     | Shim Sang-do                   |
| 2016  | Luck Key                               | Kwon Hee-rak                   |
| 2016  | Missing                                | Jang Jin-hyuk                  |
| 2017  | Midnight Runners                       | Yangon                         |
| 2018  | What a Man Wants                       | Hyo-bong                       |
| 2018  | Coucher de soleil dans ma ville natale | Yong-dae                       |

### Séries télévisées
| Année     | Titre                  | Rôle                      | Réseau |
| --------- | ---------------------- | ------------------------- | ------ |
| 2010      | Dr. Champ              | Chang-soo                 | SBS    |
| 2010      | Big Thing              | Hwang Jae-man (tueur)     | SBS    |
| 2016      | The Good Wife          | Jo Gook-hyun              | TVN    |
| 2017      | Save Me                | Cha Joon-goo              | OCN    |
| 2018      | Misty                  | Lee Jae-yeong / Kevin Lee | JTBC   |
| 2018      | A Very Midday Romance  | Lee Pil-yong              | KBS2   |
| 2019      | Le Prêtre fougueux     | Hwang Cheol-bum           | SBS    |
| 2020      | Oh My Baby             | Han I-sang                | TVN    |
| 2020–2021 | Cheat on Me If You Can | Han Woo-sun, avocat       | KBS2   |

### Web series
| Année | Titre               | Plateforme | Rôle                                | Ref.  |
| ----- | ------------------- | ---------- | ----------------------------------- | ----- |
| 2022  | Fuck Sixth Sense    | Disney+    | Co-star de Ji-young (Cameo, ep. 11) |       |
| 2022  | Death to White Snow | Wavve      | Sun-cheol                           | [ 5 ] |

### Spectacles de variétés
| Année | Émission                  | Réseau | Notes                      |
| ----- | ------------------------- | ------ | -------------------------- |
| 2019  | Happy Together (saison 4) | KBS2   | Invité (ep. 30)            |
| 2019  | Meet Bros                 | JTBC   | Invité (ep. 179)           |
| 2019  | My Little Boy             | SBS    | Hôte spécial (ep. 141–142) |

## Prix et nominations
| Année | Décerner                   | Catégorie                                     | Œuvre nommée          | Résultat   | Ref.  |
| ----- | -------------------------- | --------------------------------------------- | --------------------- | ---------- | ----- |
| 2019  | 12e Prix du théâtre coréen | Prix de la star de l'année                    | Le prêtre fougueux    | Lauréat    | [ 6 ] |
| 2019  | 27e SBS Drama Awards       | Meilleur acteur dans un second rôle           | Le prêtre fougueux    | Lauréat    | [ 7 ] |
| 2020  | 34e KBS Drama Awards       | Prix d'excellence, acteur dans une mini-série | Trompe-moi si tu peux | Nomination |       |
| 2020  | 34e KBS Drama Awards       | Prix du meilleur couple avec Cho Yeo-jeong    | Trompe-moi si tu peux | Lauréat    |       |